# Pedicia depressiloba
Pedicia depressiloba är en tvåvingeart som beskrevs av Alexander 1945. Pedicia depressiloba ingår i släktet Pedicia och familjen hårögonharkrankar. Inga underarter finns listade i Catalogue of Life.